# ALBA-1

Cable ALBA-1

ALBA-1 es un cable de comunicaciones submarino para telecomunicaciones entre Cuba y Venezuela.

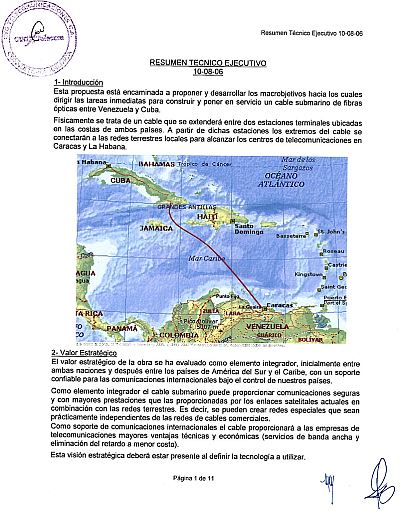
Primera página del resumen técnico ejecutivo del cable submarino.

El cable de fibra fue desplegado en 2011 y se puso en operación recién en 2013. ALBA-1 toma el nombre la Alianza Bolivariana para los Pueblos de Nuestra América (ALBA). Se extiende entre La Guaira (Venezuela), Siboney, Cuba y Ocho Ríos (Jamaica).
Cuenta con un ancho de banda de 640 Gbps y era el único cable de fibra óptica que conectaba la isla con el resto del mundo hasta finales del 2022 que se empezó a desplegar el cable ARIMAO (Cuba-Martinica). El cable tiene una longitud de 1 602 kilómetros y el costo del proyecto fue de 70 millones de dólares.